# Ingrid Wiener
Ingrid Wiener (* 2. Oktober 1942 als Ingrid Schuppan in Wien) ist eine österreichische Künstlerin und Köchin.

## Leben
Ingrid Wiener wuchs in Wien als Tochter eines Ingenieurs und einer Schneiderin auf. Von 1956 bis 1958 besuchte sie die Handelsschule in ihrer Heimatstadt und absolvierte eine Ausbildung als Bürokauffrau. Danach arbeitete sie für kurze Zeit als Kontoristin in einer Möbelfabrik.
In ihrer Jugend war sie eng mit der Wiener Gruppe und ihren Mitgliedern H. C. Artmann, Friedrich Achleitner, Konrad Bayer, Gerhard Rühm und Oswald Wiener verbunden und wirkte bei Aktionen und Aufführungen, wie dem 1. und 2. literarischen cabaret, mit. 1959 spielte sie zusammen mit Konrad Bayer in dem Kurzfilm Sonne halt! des österreichischen Filmemachers Ferry Radax.
1960 entschied sie sich für ein Studium an der Höheren Bundes-Lehr- und Versuchsanstalt für Textilindustrie, das sie 1964 mit einem Diplom im Bereich Design abschloss. Im Rahmen ihrer Ausbildung lernte sie das Weben. Das traditionelle Handwerk legte den Grundstein für ihre künstlerische Arbeit. In den sechziger Jahren arbeitete sie in Wien als Künstlerin, Fotomodell, Grafikerin und Komparsin. Sie kooperierte mit anderen österreichischen Künstlern wie Valie Export und Friedensreich Hundertwasser.
1969 floh sie mit ihrem Lebensgefährten, dem österreichischen Schriftsteller, Kybernetiker, Sprachtheoretiker und Gastronom Oswald Wiener nach West-Berlin. Oswald Wiener war einer der Initiatoren und Teilnehmer an der Aktion „Kunst und Revolution“ („Uni-Ferkelei“), die am 7. Juni 1968 an der Universität Wien stattfand. Die Aktion war einer der Höhepunkte der Studentenbewegung 1968 in Österreich. Oswald Wiener wurde deswegen zu sechs Monaten Gefängnis verurteilt, allerdings nach sechs Wochen Arrest freigesprochen. Anschließend wurde er von der Polizei beobachtet. Um den ständigen Repressalien zu entgehen, entschied sich das Paar zur Flucht.
In Berlin gründete Ingrid Wiener zusammen mit Oswald Wiener und ihrem gemeinsamen Freund, dem österreichischen Künstler und Gastronom Michel Würthle, nacheinander die Künstlerlokale Matala, Exil und Ax Bax. Ihre Küche prägte maßgeblich die kulinarische Landschaft Berlins. Vor allem das Exil am Paul-Lincke-Ufer 44a wurde zum Zentrum der West-Berliner Intellektuellen und der literarischen und künstlerischen Avantgarde der siebziger und achtziger Jahre. Hier saßen und aßen die Künstler, Schriftsteller, Musiker und Schauspieler Dieter Roth, Joseph Beuys, Martin Kippenberger, Max Frisch, Peter O’Toole, David Bowie und Iggy Pop. Die Fernsehköchin Sarah Wiener, Oswald Wieners Tochter aus seiner ersten Ehe, sammelte im Exil erste gastronomische Erfahrungen. Das österreichische Lokal wurde bis 1984 von den Wieners betrieben. Heute befindet sich in den Räumen das Restaurant Horváth. Küchenchef und Inhaber ist der Sternekoch Sebastian Frank.
Neben ihrer Arbeit als Köchin und Gastronomin in West-Berlin widmete sich Ingrid Wiener ihrer eigenen Kunst. Mitte der siebziger Jahre entstand in Zusammenarbeit mit Valie Export und dem Schweizer Freund und Künstler Dieter Roth der Gobelin Bertorelli B. In den folgenden 24 Jahren entstanden in Kooperation mit Dieter Roth insgesamt fünf Gobelins. Eine Zusammenfassung der gemeinsamen Arbeit und Korrespondenz zwischen Wiener und Roth erschien 2007 unter dem Titel Man darf auch weben was man nicht sieht. Die Teppiche von Dieter Roth und Ingrid Wiener im Kerber Verlag. In den späten siebziger und frühen achtziger Jahren gehörte Ingrid Wiener als „Monsti“ Wiener außerdem zum Westberliner Musikuntergrund und hatte Auftritte im SO 36. 1978 erschien die Schallplatte Wahre Freundschaft, auf der sie zusammen mit Valie Export Schlager- und Stimmungslieder sang.
1986 zogen Ingrid und Oswald Wiener ins kanadische Yukon, nach Dawson City. Dort betrieben sie unter anderem das Claims Cafe. In Kanada begann Ingrid Wiener sich mit Vorstellungsbildern im Traum zu beschäftigen. Es entstanden erste Aquarelle, in denen sie ihre oft surrealen Träume festhielt.
Nach Stationen in Deutschland und Österreich lebte Ingrid Wiener zusammen mit Oswald Wiener in der südöstlichen Steiermark.

## Werk
Bereits in den sechziger Jahren fertigte Ingrid Wiener zusammen mit Valie Export Wandteppiche für den befreundeten Künstler Friedensreich Hundertwasser an. Diese entstanden allerdings nach seiner Vorlage und wurden ausschließlich unter seinem Namen ausgestellt und verkauft.
Ihr erster großer Gobelin Mitte der siebziger Jahre war eine Zusammenarbeit mit dem Künstler Dieter Roth und der Künstlerin Valie Export, die sich nach Abschluss der Arbeit jedoch wieder eigenen Projekten widmete. Die drei Künstler hatten sich vorgenommen, eine neue Art der Gobelin-Weberei zu erfinden: Nur weben, was man hinter den Kettenfäden sieht. Das war kaum umsetzbar, aber die Idee des nicht starren, fließenden Webens zieht sich bis heute durch Ingrid Wieners Arbeit. Wiener beschrieb ihr Vorgehen im Oktober 1986 selbst einmal so: „wir wollten nicht die gobelintechnik verändern, das wäre ja auch ein alter hut, sondern neue ideen nach beobachtung der gegebenen vorgangsweise erschliessen.“
Von 1974 bis 1997 sind insgesamt fünf Gobelins mit Dieter Roth entstanden. Ihre gemeinsamen Arbeiten wurden unter anderem im MAC Marseille, in der Wiener Secession, im Schaulager in Basel, im Museum Ludwig in Köln und im Museum of Modern Art in New York City ausgestellt.
Ende der achtziger Jahre, als Ingrid Wiener bereits mit Oswald Wiener in den Nordwesten Kanadas gezogen war, schickten sich Ingrid Wiener und Dieter Roth Videobriefe. Diese wurden 2003 von der Berliner Galerie Barbara Wien als Edition herausgebracht. In den Aufnahmen kommentiert Ingrid Wiener „aus dem Off Naturphänomene, Begegnungen mit Braunbären oder einen Besuch im lokalen Postamt. Gelegentlich taucht die Erzählerin auch selbst im Bild auf. Stets jedoch führt sie uns dorthin zurück, wo in diesem Videoband alles zu beginnen und zu enden scheint – ins Innere einer Werkstatt, an einem riesigen Webstuhl, der in einer Blockhütte in der kanadischen Wildnis steht.“
Seit ihrem Umzug nach Kanada sind auch immer wieder eigene, kleinere Gobelins entstanden. In diesen Gobelins versucht Ingrid Wiener Gegenstände ihres Alltags abzubilden wie ein Schneidebrett, alte Einkaufszettel, Kabel oder Gurken auf Zeitungspapier. Versucht, weil sie die Bilder und Gegenstände nicht einfach abwebt, sondern sie im Moment des Webens festhält und ihre eigenen Stimmungen und Sichtweisen mit einschreibt.
Ingrid Wiener ist außerdem für ihre Traumaquarelle bekannt. In den Aquarellen hält Ingrid Wiener ihre Träume fest, ihre Gedanken und die nächtlichen Geschichten in ihrem Kopf, die oft absurde Abwandlungen von realen Ereignissen aus ihrem Leben sind.
In den neunziger Jahren realisierte Ingrid Wiener – neben eigenen Gobelins und Traumbildern – Filmdokumentationen wie Yukon Quest und Das unsagbare Sagen für das Österreichische Fernsehen mit Valie Export und Oswald Wiener und inszeniert bis heute Gesangs- und Kochperformances in Galerien und Ausstellungsräumen in Deutschland und Österreich.
Ingrid Wiener wird von der Galerie Barbara Wien in Berlin und der Galerie Charim in Wien vertreten. Ihre Werke wurden in Ausstellungsräumen wie z. B. dem Kunsthaus Weiz in Österreich oder der Kunsthalle Berlin gezeigt.

## Ausstellungen (Auswahl)
- 1998–2018 Einzelausstellungen u. a. Edizioni Morra/Neapel, Galerie Charim/Wien, Galerie Barbara Wien/Berlin, Neue Galerie/Graz, Kunsthaus Mürzzuschlag
- 2007–2009 Man darf auch weben was man nicht sieht. Die Teppiche von Dieter Roth und Ingrid Wiener, Kirchner Museum/Davos und Neue Galerie/Graz
- 2010 more carpets, Galerie Isabella Bortolozzi/Berlin, Fischgrätenmelkstand, John Bock, temporäre Kunsthalle/Berlin
- 2011 Falscher Auerhahn, zusammen mit Rosa Barba, Klaus Sander, Jan St. Werner, Oswald Wiener, Kochkonzert in der Villa Romana/Florenz (dokumentiert als Schallplatte[18])
- 2013 Textilkunst, zusammen mit Hildegard Absalon, Kunsthaus Weiz/Österreich
- 2013 Heisse Füße, zusammen mit Rosa Barba, Tatjana Pavlenko, Klaus Sander, Jan St. Werner, Oswald Wiener, Kochkonzert, Deutsche Bank Kunsthalle, Berlin
- 2014 Carpets and tapestries by artists, Musee d’Art moderne, Paris
- 2014 DECORUM, Power Station of Art, Shanghai
- 2014 Heisse Ohren, zusammen mit Rosa Barba, Tatjana Pavlenko, Klaus Sander, Jan St. Werner, Oswald Wiener, Kochkonzert, Schauplatz Kornberg im Meierhof zu Kornberg
- 2015 wow! Woven? Entering the (sub)Textiles,  Künstlerhaus KM–, Halle für Kunst & Medien, Graz
- 2016 Galerie Lisa Cooley, New York
- 2017 Gobelins und Traumbilder, Glasmoog, Kunsthochschule für Medien Köln
- 2018 „Norden“ und das Hemd von Lincoln Ellsworth, Jagla Ausstellungsraum, Köln
- 2018 Fotos zusammen mit Valie Export, Glasmoog, Kunsthochschule für Medien Köln
- 2020 INGRID WIENER northwest passage, Museum Hartberg, kursiert von Michaela Leutzendorff Pakesch
- 2023 Ingrid Wiener, Martin Roth: Von weit weg sieht man mehr. Kuratiert von Katrin Bucher Trantow und Michaela Leutzendorff Pakesch. Mit Ausstellungskatalog. Kunsthaus Graz[19]
- 2023 INGRID WIENER, Kunsthalle Bremerhaven, kuratiert von Stefanie Kleefeld und Michaela Leutzendorff Pakesch

## Auszeichnungen (Auswahl)
- 2024: Österreichischer Kunstpreis für Bildende Kunst[20]